# Tanja Frieden
Tanja Frieden (Berna, 6 de fevereiro de 1976) é uma snowboarder suíça. Frieden foi medalhista de ouro do snowboard cross nos Jogos Olímpicos de Inverno de 2006 em Turim.